# Claudio Levrino
Claudio Norberto Levrino (Barranqueras, Provincia del Chaco, 6 de enero de 1945 - Mar del Plata, 20 de enero de 1980) fue un actor argentino de cine, teatro y televisión.

## Vida y trayectoria
Nacido cerca del puerto de Barranqueras, ciudad pujante muy cerca de Resistencia, capital de la provincia del Chaco, hijo de Vicente Levrino y Beatriz Tepper divorciados en 1949 y hermano de Guido Levrino, y vecino de un personaje entrañable como "El Mele" Lemos,quien lo catapultó a Buenos Aires, sus familiares lo solían llamar "Rodi". Levrino se destacó con papeles protagónicos y de galán en numerosas películas, telenovelas y teleteatros argentinos.

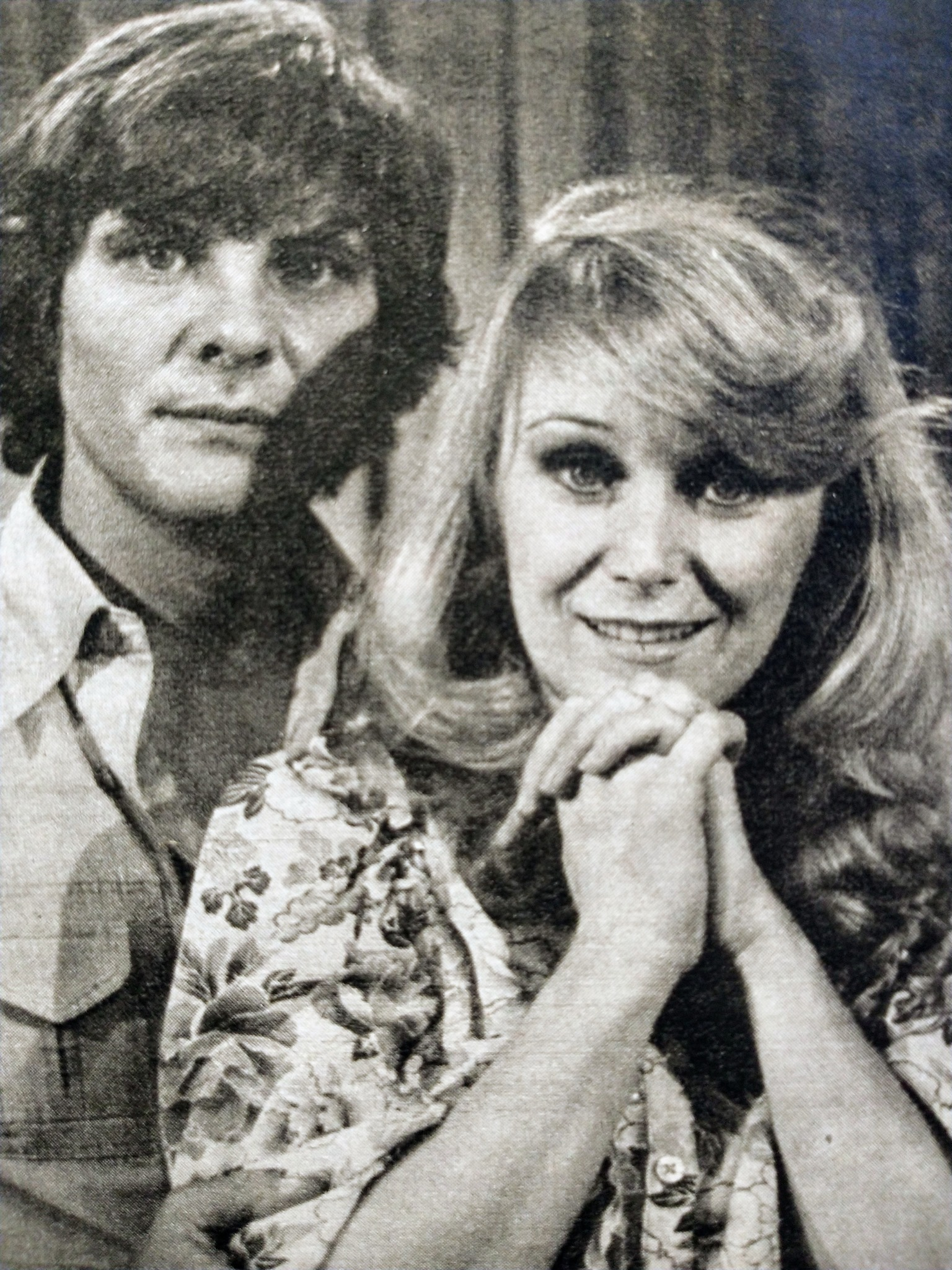
Levrino junto a Gabriela Gili.

El primer papel se lo consiguió Lemos, quien oficiaba como representante, fue en un pequeño teatro en 1967 con Estampas de la vida purpúrea, y su primera telenovela fue La rebelde de los Anchorena emitido por Canal 13.
De rostro apolíneo y aspecto de "tipo bueno", Levrino fue uno de los más populares galanes argentinos de su época, despertando pasiones y suspiros entre las mujeres.
En 1974, se casó con la actriz Cristina del Valle, que ya tenía un hijo, Patricio (nacido en 1970), de un matrimonio anterior. En 1976, tuvo un hijo con la actriz al que llamaron Federico.

## Muerte

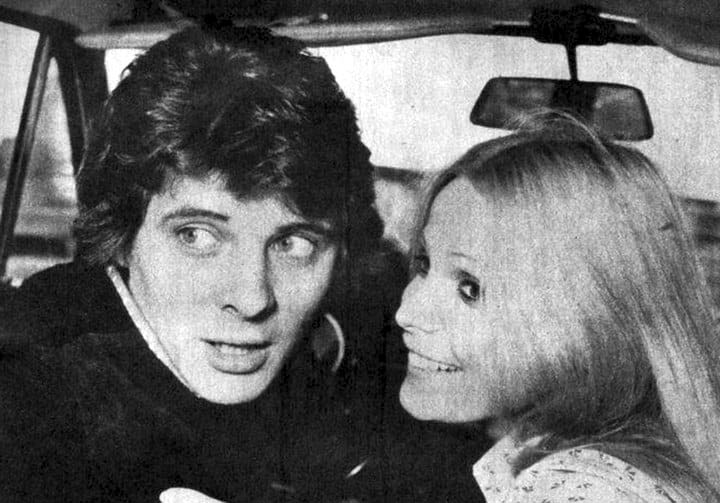
Levrino junto a su esposa, la actriz Cristina del Valle.

El sábado 19 de enero de 1980, Levrino protagonizó un confuso accidente en Mar del Plata (provincia de Buenos Aires) con su esposa Cristina del Valle, manejando un arma de fuego. El hecho sucedió durante una discusión entre ambos, por el uso de una pistola y su tenencia frente a sus hijos. En ese momento, Levrino le quitó el cargador al arma y comenzó a hacer movimientos oscilantes sobre su cabeza, tratando de demostrarle a su esposa que podía exhibir el arma siempre y cuando estuviese descargada. Con lo que no contaba Levrino era con la bala que suele quedar en la recámara de estas armas, la cual se disparó luego de que Levrino accionara la cola del disparador, como parte de su "actuación". La bala dio directo en su cabeza.
Más tarde ese mismo día, el neurocirujano Raúl Matera informó que no existía posibilidad clínica de salvarle la vida, ya que presentaba un cuadro de muerte cerebral secundaria a su estado de descerebración.
Levrino falleció al día siguiente, el domingo 20 de enero de 1980 a las 2:30 en la Clínica Pueyrredón de Mar del Plata. Fue enterrado en el cementerio de la Chacarita de la ciudad de Buenos Aires. Una multitud acompañó sus restos en medio de episodios de desesperación de sus seguidoras en las que se incluían accidentes y desmayos.

## Trabajos como actor de televisión
- 1965: Alta Comedia.
- 1968: Un ángel en el fango, como Renato Cristoff.
- 1968: La pícara soñadora, como Adolfo Molina.
- 1970: La rebelde de los Anchorena.
- 1970: Los muertos (de Florencio Sánchez), en el ciclo Alta comedia (por Canal 9); en el papel de Augusto.
- 1971: El ángel de la muerte, como Conrado.
- 1971: El avaro (thriller dirigido por Alejandro Doria, en el ciclo Alta comedia. En el papel de Valerio.
- 1971: Viernes de Pacheco, episodio Giuanín, rey de las pizzas.
- 1972: Un extraño en nuestras vidas (drama romántico), dirigida por Roberto Denis y Diana Álvarez.
- 1973: Cacho de la esquina, en el papel de Miguel.
- 1974: Amar al ladrón, con Levrino y su esposa Cristina del Valle, fue un éxito enorme. La novela se pasaba a las once de la mañana.
- 1975: Alguien por quien vivir.
- 1976: La posada del sol.
- 1976-1977: Tiempo de vivir.
- 1978: Un mundo de veinte asientos.
- 1979: Fortín Quieto.
- 1980: Daniel y Cecilia (comedia dramática), dirigida por Diana Álvarez.

### Un mundo de veinte asientos
En 1978, hizo el papel protagónico (un joven colectivero llamado Juan Arregui) en la exitosa telenovela Un mundo de veinte asientos, por Canal 9, dirigida por Diana Álvarez con guion de Delia González Márquez. El primer año el personaje coprotagónico (Victoria) fue interpretado por Gabriela Gili (1945-1991) y el segundo año por María de los Ángeles Medrano (1955).
En la telenovela trabajaron también:
- Chela Ruiz (Tía Rosita)
- María Elena Sagrera (Amelia)
- Roberto Escalada (Ignacio)
- Cuny Vera (María)
- Tino Pascali (Lorenzo)
- Virginia Faiad (Natalia)
- María Bufano (Luisa)
- Carlos Moreno (Pancho)
- Pablo Codevilla (Julio César)
- Rita Terranova (María Gimena)
- Hilda Bernard (Ana)
- Mario Pasik (Marcelo)
- Jorge Mayorano (Diego)
- Cacho Espíndola (Lito)
- Alejandro Escudero (Quique)
- Ulises Dumont (Miguel Ángel)
- Graciela Dufau (madre de María)
- Mario Morets (Dr. Menville)
- Omar Delli Quadri (Arsenio)
- Olga Hidalgo (Celina)
- Maximiliano Paz (Raúl)
- Jorge Morales (Edmundo)

## Trabajos como actor de cine
- 1972: Mi amigo Luis.
- 1972: Autocine mon amour.
- 1973: Yo quiero un mundo nuevo; en Latinoamérica El mundo que inventamos.
- 1973: José María y María José: una pareja de hoy.
- 1975: Bodas de cristal.
- 1976: Sola; en inglés Alone.
- 1977: La nueva cigarra.
- 1979: Los éxitos del amor.

## Trabajos como actor de teatro
- Estampas de la vida purpúrea
- Un seguro para el amor
- Greta Garbo está bien y vive en Barracas
- Enredos de alcoba
- No pises la raya querida